# Антреприза
Антрепри́за (фр. entreprise, досл.: «підприємство») — форма організації у театральній або цирковій справі, у якій організатор збирає акторів для участі в декількох спектаклях (на відміну від репертуарного театру з постійною трупою).
За однією з версій, явище виникло в середині 19 століття в США — тоді артисти бродвейських театрів об'єднувалися в трупи і гастролювали Америкою. Вони показували номери як своїх театрів, так і нові постановки. За іншою версією, антрепризи з'явилися значно раніше — багато акторів не були постійно приписані до театрів, а гастролювали з різними колективами, виступали на ярмарках та народних забавах.